# Gran Premio Industria e Artigianato 2003
Il Gran Premio Industria e Artigianato 2003, trentasettesima edizione della corsa e ventisettesima con questa denominazione, si svolse il 3 maggio su un percorso di 200 km. Fu vinto dallo spagnolo Juan Manuel Fuentes della Saeco davanti all'italiano Gabriele Colombo e al suo connazionale Fabiano Fontanelli.

## Ordine d'arrivo (Top 10)
| Pos. | Corridore            | Squadra                  | Tempo    |
| ---- | -------------------- | ------------------------ | -------- |
| 1    | Juan Manuel Fuentes  | Saeco                    | 4h58'20" |
| 2    | Gabriele Colombo     | Domina Vacanze-Elitron   | s.t.     |
| 3    | Fabiano Fontanelli   | Mercatone Uno-Scanavino  | a 10"    |
| 4    | Luca Mazzanti        | Ceramiche Panaria-Fiordo | s.t.     |
| 5    | Francesco Casagrande | Lampre                   | s.t.     |
| 6    | Rinaldo Nocentini    | Formaggi Pinzolo Fiavé   | s.t.     |
| 7    | Ivan Basso           | Fassa Bortolo            | s.t.     |
| 8    | Massimo Giunti       | Domina Vacanze-Elitron   | s.t.     |
| 9    | Kurt Van De Wouwer   | Quick Step               | s.t.     |
| 10   | Giuseppe Muraglia    | Formaggi Pinzolo Fiavé   | s.t.     |